# اس‌ام یوبی-۴۷
اس‌ام یوبی-۴۷ (به انگلیسی: SM UB-47) یک زیردریایی بود که طول آن ۱۲۱ فوت ۱ اینچ (۳۶٫۹۱ متر) بود. این زیردریایی در سال ۱۹۱۶ ساخته شد.